# Cheratosi pilare
La cheratosi pilare è un'alterazione della cheratinizzazione caratterizzata dalla formazione di tappi cheratinici che vanno ad occludere gli orifizi dei follicoli piliferi.
Hanno un aspetto papulare e puntiforme e sono diffuse soprattutto a livello delle superfici laterali degli arti superiori, delle cosce e dei glutei. Più rare sono la presenza di zone cheratosiche a livello del volto, più frequentemente nei bambini.
Le lesioni si presentano soprattutto nel periodo invernale e generalmente la patologia tende a migliorare con l'approssimarsi dell'estate.
La causa della cheratosi pilare, ancora poco conosciuta, sembra essere una mutazione missenso che coinvolge il locus genico LRP1 sul cromosoma 12, codificante una proteina con funzioni recettoriali, coinvolta in processi di endocitosi e nello sviluppo embrionale. L'allele mutato ha una trasmissione autosomica recessiva .
La patologia non è in alcun modo pericolosa per l'individuo colpito. Il problema è soprattutto estetico e legato al disagio.
Le terapie applicabili sono poche, ed insoddisfacenti: creme idratanti, vaselina salicilica, lozioni tamponate con acido lattico ed isotretinoina sono le cure che maggiormente vengono applicate.